# اسید گالاگیک
اسید گالاگیک (به انگلیسی: Gallagic acid) با فرمول شیمیایی C۲۸H۱۴O۱۸ یک ترکیب شیمیایی است. که جرم مولی آن ۶۳۸٫۳۹ g/mol می‌باشد. 